# マーロウ (企業)
有限会社マーロウは、神奈川県横須賀市に本社を置く企業である。耐熱容器のビーカーに入れて販売されるビーカープリン（葉山ビーカープリン）の製造販売業者として知られる。

## 概要
手作りの「ビーカープリン」の専売店を神奈川と東京に7店舗を構える（2022年時点）。横須賀市秋谷の本店限定で月替わりのマンスリープリンも販売される。また、本店はカフェ・レストランとしても営業しており、葉山牛を使用したカレーなどの軽食も提供する。
レイモンド・チャンドラーの小説に登場する私立探偵フィリップ・マーロウをデザインした耐熱容器（パイレックス）のビーカーに入れて販売されるビーカープリンは、2020年時点では50種以上のフレーバーを販売し、多数の企業とコラボレーションしたビーカーを生み出している。一例として2020年5月にはドラえもんデザインの陶器入りプリンを販売し、約2週間で完売した。
ビーカープリンは2021年より横須賀市のふるさと納税の返礼品としても採用されている。

## 歴史
白銀正幸はダイエーのバイヤーとして活躍していたが、1984年に故郷である横須賀市秋谷でカフェ&レストラン マーロウを開業した
。飲食店経営は全くの素人だったが、素材の味を活かした料理を作ることを目標に三浦半島で採れた新鮮な野菜や魚を使ったスパゲティやカレーをメインの料理に据えた。デザートにはプリンを出すことを思いつき、凝ったプリンよりも素材の味を活かしたプリンということで北海道産の牛乳や植物性飼料で育てた食菜卵など、全国から厳選した素材を取り寄せた。一般家庭でもプリン作りに使われる高さの低いアルミ容器で作ったプリンとの差別化のため、容量の多いメモリ付きの耐熱容器（パイレックス）に入れることで誕生したのがビーカープリンである。当時の同業者からは、デザートにプリンという考えは有り得ないという批判もあった。
秋谷本店を開業した年の年末に、ある女性客の「美味しいプリンを家でも食べたい」という声に応えるため、ビーカーのまま販売をしたところ、「食べ終えたら計量カップとして使えるのが便利」という声も相まって反響が広がり、すぐにロゴ・イラスト入りのオリジナルビーカーを発注した。
2000年にそごう横浜店の催事に初出店したところ、長蛇の列ができる盛況となり、後に常設店舗としての出店が決まる。
2009年に初のコラボ商品として、ハローキティデザインのビーカープリンを販売すると、キャラクターや百貨店から次々と声が掛かるようになり、数多くのコラボビーカーが誕生することになった。
2019年には新業態の喫茶「マーロウ ブラザーズ コーヒー」を横浜に開業する。

### マーロウとの関わり
1984年当時の秋谷は、湘南から少しは少し離れているためひなびた雰囲気があり、古き良き時代のアメリカ合衆国西海岸に似ていた。「西海岸」から白銀が思い浮かべるのは1950年代から1960年代のアメリカのダイナーやドライブイン、1930年代から1950年代に流行していたトロピカル・デコ（フロリダやカリフォルニアを中心に普及したアール・デコスタイル）であった。また、西海岸を舞台にした作品で人気を博していたのが、レイモンド・チャンドラーの小説に登場するのが私立探偵フィリップ・マーロウであった。
秋谷本店の外壁はトロピカル・デコをイメージしてピンクや水色のパステルカラーに彩った。そして、男性が女性をドライブに誘って店に連れて行く行為がスタンダードだった時代に、男の美学を貫き通す生きざまで人々を魅了し続けるフィリップ・マーロウをロゴに据えた。これには、白銀の「女性を連れてきてもかっこいい店にしよう」という思いもあった。

## 製造工場
葉山町にビーカープリンなどの製造工場や宅配部門を分散させていたが、2022年より横須賀市平成町に新設した工場「MARLOWE YOKOSUKA FACTORY」に集約を行った。横須賀市がMARLOWE YOKOSUKA FACTORYの誘致や支援にあたっている。